# Nikolaj Vasiljevič Dehterev
Nikolaj Vasiljevič Dehterev (rusko Николай Васильевич Дехтерев), ruski general, * 1775, † 1831.
Bil je eden izmed pomembnejših generalov, ki so se borili med Napoleonovo invazijo na Rusijo; posledično je bil njegov portret dodan v Vojaško galerijo Zimskega dvorca.

## Življenje
9. januarja 1784 je vstopil v Preobraženski polk in 1. januarja  1792 je bil kot stotnik premeščen v Pskovski dragonski polk. Leta 1792 in 1794 je sodeloval v bojih proti Poljakom (zakar je bil povišan v majorja) in leta 1799 je sodeloval v italijansko-švicarski kampanji. 25. novembra 1800 je bil povišan v polkovnika in 7. marca naslednje leto je bil imenovan za poveljnika Sanktpeterburškega dragonskega polka. Z njim je sodeloval v bojih proti Francozom (1805-07),
18. oktobra 1808 je bil imenovan za poveljnika Olviopolskega huzarskega polka, ki je bil v sestavi moldavijske vojske. V letih 1809-12 se je bojeval proti Turkom in bil 14. junija 1810 povišan v generalmajorja. V bojih je bil hudo ranjen v prsi.
V začetku leta 1812 je bil njegov polk v sestavi 23. brigade 7. konjeniške divizije Donavske armade, s katerim se je skupaj z Avstrijci boril proti Francozom.
16. januarja 1816 je bil upokojen iz vojaške službe.